# ジョン・モーティマー
サー・ジョン・クリフォード・モーティマー（Sir John Clifford Mortimer CBE QC FRSL (1923年4月21日 – 2009年1月16日)）は、イギリスの法廷弁護士、劇作家、脚本家及び作家である。

## 生い立ち
ロンドンのハムステッドに、キャスリーン・メイ（旧姓スミス）と（ハーバート・）クリフォード・モーティマーの間の一人息子として生まれる。父親のクリフォードは、離婚と遺言書検認を専門とする法廷弁護士であったが、1936年ロンドンタクシーのドアフレームに頭をぶつけて失明した。もっとも、その後も妻らの助力を得て従前どおり業務を継続していたことから、他の家族はクリフォードの視力喪失の事実を明確には認識していなかったという。
モーティマーは、オックスフォードのドラゴン・スクールを経て、ハーロー校で学んだ。そこで彼は共産党に入党し、党員一人で細胞を組織した。1937年にドラゴン・スクールで『リチャード二世』を主演した際は校友会会報誌『The Draconian』で絶賛され、当初は俳優になるつもりであったが、後に作家志望へと変節する。しかし、父親はこれに反対し、「おお息子よ、お前の哀れな未来の妻のことも少しは考えておやり。ガウン姿で家に日がな一日居座って、茶を入れては出てこない言葉を捻り出そうとして……（法学の道に進めば）家を留守にしてあげられるのだよ」などと忠告してモーティマーを説き伏せた。
17歳で、オックスフォード大学ブレーズノーズ・カレッジに進学し、法学を専攻する。もっとも、ブレーズノーズの校舎は戦時体制下で戦争の用に供されていたため、実際に通っていたのはクライスト・チャーチであった。1942年7月、大学2年目の終わりに、ブラッドフィールド・カレッジ第6学年生クエンティン・エドワーズ（後に王室顧問弁護士（QC）となる）へと熱烈な恋文を送ったことが寮長の知るところとなった。その結果、クライスト・チャーチの部局長ジョン・ロウによってオックスフォード大学を放校処分となるが、既に必要な試験は受け終わっていたことから、1943年10月、法学の教養学士取得は何とか認められた。親しい友人だったマイケル・ハムバーガーによれば、この事件の際、モーティマーは非常に手ひどく扱われたという。

## 作家として（前半生）
弱視でかつ肺の異常も疑われたことから、モーティマーは第二次世界大戦時の徴兵検査で医学的に不適とされるそのため、王室映画部門において、ローリー・リーの下でプロパガンダドキュメンタリーの脚本執筆作業に従事することになった。
私はロンドンに暮らし、真っ暗な列車に乗って工場へ、鉱山へ、陸軍空軍基地へと旅をした。ローリー・リーのおかげで、この時期私は物書きのみによって生計を立てることができたわけだが、それが結局自分の人生における最初にして唯一の機会となった。もしかすると、私は過去にドキュメンタリーの理想というものを批判したことがあるかもしれないが、それをもって王室映画部門に対して私が不満を抱いていたかのように受け取られることは本意ではない。会話を書き、シーンを組み立て、視覚的なドラマのようなものへとアイデアを変換してみる。私はそういったすばらしい機会を与えられ、それを享受した。
処女長編小説『シャレード』は、この王室映画部門での経験を元に書かれたものである。
1955年、自作長編小説『Like Men Betrayed』（裏切られた男たちのように）の脚本により、劇作家としてBBCのライト・プログラムでラジオデビューする。脚本家として書き下ろした作品は、『The Dock Brief』（ドック・ブリーフ）が最初であった。同作品は、1957年にBBCラジオのサード・プログラムで最初に放送され、マイケル・ホーダーンが主役の不運な法廷弁護士を演じた。その後、同じキャストでテレビ番組化されたほか、1958年4月には『What Shall We Tell Caroline?』（キャロラインに何と言おう？）とのダブルビルとして、ハマースミスのリリック・シアター（後にギャリック・シアターへと移動）で上演された。以降も、1962年の映画（ピーター・セラーズ主演）、2007年のクリストファー・モラハンによる『Legal Fictions』とのツアー用ダブルビルとしての再演など、様々な形で繰り返し取り上げられている。
戯曲『A Voyage Round My Father』（父をめぐる航海）は、新米法廷弁護士とその盲目の父親との思い出を綴った自伝的作品である。1963年に初のラジオ放送、1969年にはマーク・ディグナム主演でテレビドラマ化されて強い印象を残した。同作品をわずかに長く書き直した改訂版の舞台化も後に成功を収めた（当初はディグナム主演でグリーン・ウィッチ・シアターでの上演、1971年にヘイマーケット・ロイヤル劇場へと場所を移してアレック・ギネスが主演を務めた）。1981年にはテムズ・テレビジョンによってリメイクされ、ローレンス・オリヴィエが父親役、アラン・ベイツが青年時代のモーティマー役を演じている。1965年、モーティマーと妻ペネロープはオットー・プレミンジャー監督作『バニー・レークは行方不明』の脚本を共同で執筆、その主演もローレンス・オリヴィエが担当した。

## 法曹として
1948年、25歳のときにモーティマーは弁護士資格を取得する（インナー・テンプル所属）。当初は遺言や離婚関連の業務に携わり、1966年に王室顧問弁護士となってからは刑事事件も扱い始める。ただし、モーティマーが名声を得たのはわいせつ表現関連事件を通じてのことであったが、それはモーティマー自身の言を借りれば「忍耐の限界が試されるとされている」ものであった。
『チャタレイ夫人の恋人』事件における弁護団の一員としてモーティマーの名が挙げられていることがままあるが、それは正しくない。
モーティマーが弁護を担当したものとしては、ヒューバート・セルビー・ジュニア作『ブルックリン最終出口』の出版によってわいせつ物出版法第3条に基づき保守党議員シリル・ブラックによって私人訴追された出版者らの1968年における控訴審手続がある。原審では、裁判官が陪審に対して適切な説示・要約を行わなかったことから、モーティマーは純粋に法的技術的見地から手続上の重大な瑕疵を主張して争い、それが認められて原判決は破棄され被告人らは無罪となった。本件の後ほどなくして1959年わいせつ物出版法は改正され、同法に基づく私人訴追は許されなくなったためこの作品は、純文学としては同法で訴追された最後の例となり、「イギリス文化における検閲の時代の終焉に寄与した決定的な法的判断の一つ」と言われている。

### メアリー・ホワイトハウス関連事件
メアリー・ホワイトハウスは、私人訴追を通じ、あらゆる法令を駆使して性的な表現その他反教育的・反キリスト的と考える表現を次々と攻撃対象とした教育家・保守活動家であり、その訴訟狂ぶりから「Director of Private Prosecutions」（私訴局長官）とも揶揄された人物である。モーティマーも、ホワイトハウスが関与した事件の弁護を複数担当している。

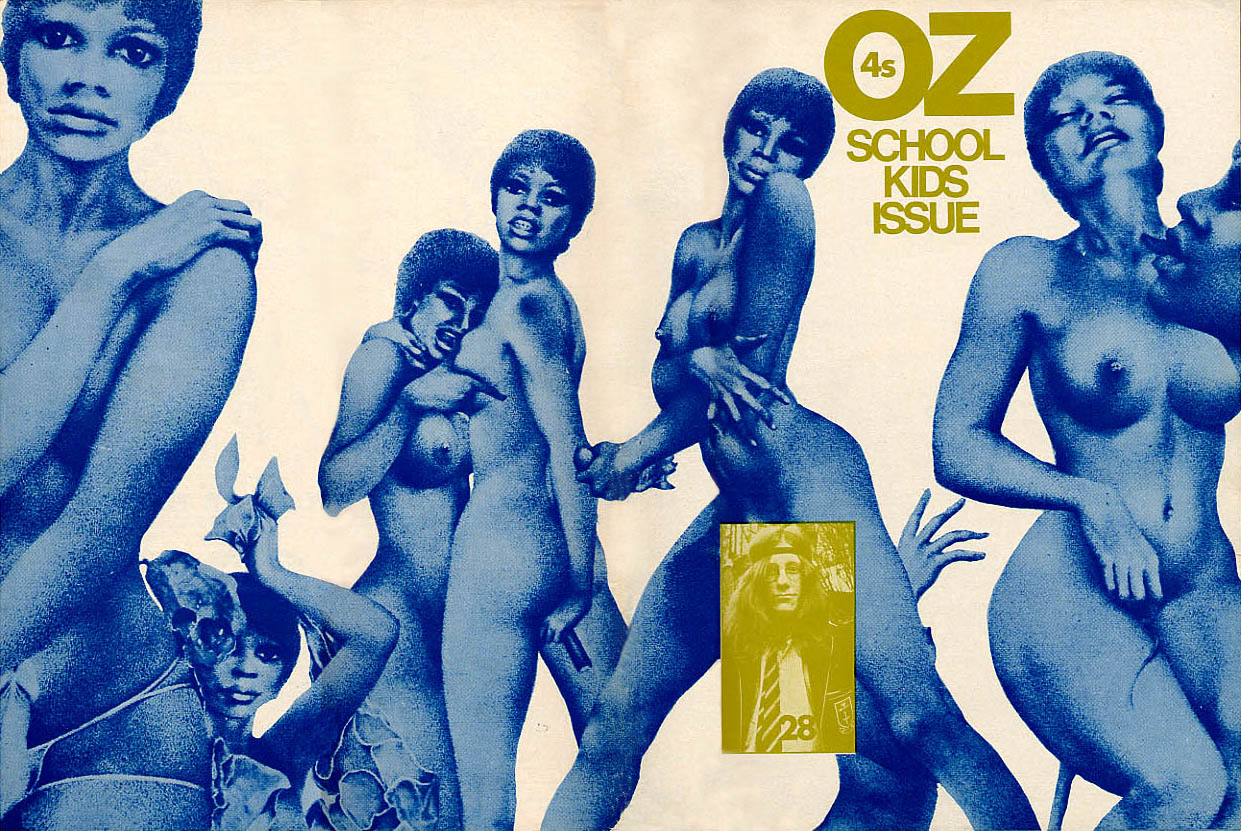
Schoolkids Oz

1971年、モーティマーは当時英米カウンターカルチャーの象徴的な存在であったアングラ系雑誌オズの編集者らの弁護を手掛けた。これは、同誌が若年層の視点を取り込むために14～18歳の未成年者を抽出して編集を好き勝手にやらせたところ、クマのルパートを登場人物に加工したポルノコミックなどけしからん内容満載になってしまい、これを同誌28号「Schoolkids Oz」として出版した結果、若者の道徳を腐敗・堕落させようと共謀したとしてホワイトハウスによって共謀罪、わいせつ記事を郵送したとして1953年郵便法及びわいせつ物出版法で訴追されたという事案である。モーティマーによる初日の冒頭陳述の一部
This case stands at the crossroads of our liberty, at the boundaries of our freedom to think and draw and write what we please.（本件は、我々の自由権にとっての岐路、好きなことを考え、描き、書く自由にとっての境界線上に立つものです）
は、本件について論じる際、しばしば引用される。審理では、被告人らのためにロナルド・ドウォーキン等100人を超える著名人らから陳述書が集められ、マーティ・フェルドマンやジョージ・メリーらが弁護側鑑定証人として証言を行った。しかし、これらの著名な鑑定証人も本人の性生活に関して尋問されるなど侮辱的な扱いを受けた上、裁判官は、出版物が単に不快であったりショックを受けるようなものというだけでは足りず、「腐敗」や「堕落」させると認められるものでなければならないとされているところ、その点について陪審に対して露骨に要件と異なる誘導を行った。そして、共謀罪については否定されたものの、その余の軽微な犯罪について成立が認定され、各被告人に対して9～15か月の実刑判決が言い渡されたが、控訴審では第一審での手続の違法が認定されて原判決は破棄され、その後無罪判決が確定した。モーティマーは、その第一審裁判官について「大ばか」で「まさに道化」だったと後に評価している。
1976年には、ジェイムズ・カーカップの作品『The Love That Dares to Speak Its Name』（あえてその名を呼ばわる愛）を掲載したことでホワイトハウスから訴追されたタブロイド紙ゲイ・ニュース及びその編集者デニス・レモンの事件の弁護を担当した（ホワイトハウス対レモン事件）。ホワイトハウスは、1949年の時点においてすら既に死文化していると考えられていたコモン・ロー上の冒涜的誹謗罪（Blasphemous libel）を構成するとして代理人を通じて私人訴追の手続を行った。そのオールド・ベイリーにおける手続では、モーティマーら弁護側代理人の請求する証拠のほとんどが裁判官によって採用を却下され、被告人であるレモンすらも出版の意図について供述が許されなかった。そして、被告人らそれぞれに対して罰金刑、レモンについてはさらに執行猶予付懲役刑が言い渡された。その上訴審においては有罪判決と量刑のいずれもが争われ、量刑については懲役刑になじまないとして破棄される。しかし、犯罪の成立については犯罪の主観的要件（mens rea）としてその意図（intention）の内容に争点が絞られたものの、冒涜的な物を出版する意図があれば足り、冒涜する意図までは不要とされたため判断は覆らず、欧州人権裁判所においても同様であった。
モーティマーが弁護を担当したその他のものとしては、性交・ドラッグ等について記載されたデンマークの児童向け教育本『チビっ子猛語録』を出版したイギリスの出版者を被告人とした事件や、『ディープ・スロート』のポルノ女優リンダ・ラヴレースの自伝『Inside Linda Lovelace』の出版者を被告人とした事件がある。

### 勝手にしやがれ!!
1977年、モーティマーはヴァージン・レコードのために事件を受任した。これは、「bollocks」（キンタマ）という語句をタイトルに用いたセックス・ピストルズのアルバム『Never Mind the Bollocks, Here's the Sex Pistols』（気にしてタマるか、俺たちセックスピストルズ）を店頭に陳列・販売したヴァージン・レコードショップのノッティンガム支店支店長が、警官からそのジャケットタイトルの「タマ」を覆って隠せと指導されるも、警官が去った後再び覆いを外してタマを露わにしたとして逮捕され、同様にレコードを販売した他の社員ら2名とともに、Indecent Advertisement Act 1889（1889年破廉恥広告法）違反等を理由としてノッティンガム治安判事裁判所に起訴された事案である。
その手続において、モーティマーは「bollocks」という語句の評価を争い、ノッティンガム大学英語学主任教授ジェームズ・キンズレーを初めとする鑑定証人を請求し、「bollocks」とは古英語の「小さい玉」に由来する「神父」を意味する語であったところ、現代におけるアルバムタイトルの文脈においては「たわごと」と解釈すべきものであるとの証言を得た。そして、ガーディアンらメディアは紙面にタマを含んだアルバムタイトルを掲載しているにもかかわらず訴追の対象とされていないといった主張立証をした上で、発表の主体がドナルドダックやキャスリーン・フェリアーであったならそもそも問題にもされておらず、「セックス・ピストルズ」であるがゆえにかかる狙い撃ち的な起訴がなされたとの最終弁論を行った結果、裁判所は「不本意ではあるが」（reluctantly）としながらも無罪判決を言い渡した。
1984年、モーティマーは弁護士稼業から足を洗った。

## 作家として（後半生）
モーティマーが最もよく知られているのは、法廷弁護士ホレス・ランポールものの作者としてである。これは、主として父親クリフォードから着想を得た、ロンドンはオールド・ベイリーにおける刑事被告人の弁護を専門分野とするキャラクターで、1975年のBBCのテレビシリーズ『Play For Today』（今日のドラマ）のために生み出された。DVD収録のインタビューによると、モーティマーがランポール役に当初希望していたのはアリステア・シムであった「けど、いつの間にか死んでたから引き受けてもらえなかった」。そのため、次善の選択として、オーストラリア出身のレオ・マッカーンが同役を生き生きと演じ、結果として人気を博した。そして、テムズ・テレビジョンで『Rumpole of the Bailey』（オールド・ベイリーのランポール）としてシリーズ化され、マッカーンが主役で再登場している。モーティマーはランポールを主人公としたシリーズの書籍化も行っている。また、BBCのラジオ4は、各45分間のエピソードを何度か放送しており、2003年9-10月にはティモシー・ウェスト、その後ベネディクト・カンバーバッチがそれぞれランポール役を担当している。アメリカの法曹界でもこのシリーズの人気は高く、ウィリアム・レンキストは最高裁判所長官時代、自らモーティマーの自宅に架電して最高裁の晩餐会に招いた。海を渡ったワシントンでは女性判事らがランポールの妻ヒルダにちなんで「She who must be obeyed」（絶対服従のお方）と書かれたバッジをつけてモーティマーを出迎え、「いい奴でランポールの大ファン」であるパトリック・リーヒが上院見学ツアーの案内役を務めたという。
また、モーティマーは、法廷弁護士エドワード・マーシャル・ホールが実際に担当したヴィクトリア時代の多くの事件についてその脚色を手掛けている。これはラジオシリーズとなり、ドクター・フーの4代目ドクターであったトム・ベイカーが主人公を演じた。
1981年、グラナダ・テレビによってテレビシリーズ化された、イーヴリン・ウォーの長編小説を原作とする『ブライズヘッドふたたび』では、モーティマーの名前がシナリオ担当としてクレジットされていた。もっとも、2005年にグラハム・ロードの非公式伝記『John Mortimer: The Devil's Advocate』（ジョン・モーティマー：悪魔の代理人）で明らかになったところによると、モーティマーの渡した原稿はすべてボツになり、実際にシナリオを書いたのはシリーズのプロデューサーとディレクターであった。1984年、グラナダ・テレビのためにジョン・ファウルズ原作『黒檀の塔』の翻案を行い、ローレンス・オリヴィエが主演。1986年には、モーティマー原作・翻案の『Paradise Postponed』（延楽園）がテレビ放映される。また、フランコ・ゼッフィレッリの自伝に基づき、1999年ゼッフィレッリ監督の映画『ムッソリーニとお茶を』の台本を執筆、ジョーン・プロウライト、シェール、マギー・スミス、リリー・トムリンらが出演した。2004年からは、アメリカの政治法律コメディードラマ（ドラメディ）番組『ボストン・リーガル』の法律監修を担当した。
モーティマーは、法廷弁護士時代から朝5時に起床して出廷前に執筆作業に当たっており、エピキュリアン的な外見ながら仕事に関してはストイックであったとも言われる。そして、小説、戯曲及び脚本のほか、オペレッタ『こうもり』の台本翻訳といったものを含め、生涯で50を超える作品を残した。

## 私生活
1949年、モーティマーはペネロープ・フレッチャー（後のペネロープ・モーティマー）と結婚し、息子のジェレミー・モーティマー及び娘のサリー・シルバーマンを儲けた。ペネロープにとっては2度目の結婚であった。波乱に富んだ結婚生活は、作家である双方にとって刺激にもなった。ペネロープはその経験を元にして小説『The Pumpkin Eater』（1962年）を執筆、後にアン・バンクロフト主演で映画化（『女が愛情に渇くとき』）された。しかし、1971年に二人は離婚し、モーティマーは1972年ペネロープ・ゴロップと結婚してバッキンガムシャーのターヴィルに居住した。二人の間には、女優のエミリー・モーティマー（1971年）及びロージー・モーティマー（1984年）の二人の娘がいる。最初の妻ペネロープ・モーティマーとの離婚は苦痛に満ちたものだったが、1999年にペネロープが死去するまでよい友人関係にあったと言われている。
2004年9月、二人目の息子の存在がグラハム・ロードによって明るみに出た。それが、イギリス人女優ウェンディ・クレイグとの間の40年以上前の秘密の情事により、1961年11月に誕生したロス・ベントレーである。二人が出会ったのは、モーティマーが執筆した初の多幕劇『The Wrong Side of the Park』（公園の裏手）のケンブリッジ・シアターでの初演に当たってのことであり、このとき、主役を演じていたのがクレイグであった。クレイグの夫であるライター・音楽家のジャック・ベントレーは、クレイグとともにロス・ベントレーを成長して事情が理解できるようになるまで自分の子供として育てた。モーティマーは、このころのことを「30代半ばのときは、若手の作家が享受できる快楽のすべてを満喫していた」と、回想録『Clinging to the Wreckage』（舟板にすがりつき）で述懐している。

## 受勲
1986年大英帝国勲章（CBE）受章。1998年ナイトに叙任された。

## 死去
2008年、モーティマーは脳卒中の症状に見舞われる。長きにわたる闘病生活の後、2019年1月16日85歳で死去した。

## 貢献
モーティマーは、イギリスペンクラブの会員だった。また、ビルマの人権・民主主義確保のための活動を行う組織であるビルマ・キャンペーンUKを長年支援していた。また、2000年以降ロイヤルコート劇場の会長であったほか、1990年から2000年まで取締役会議長を務めた。

## 著作
- Charade, Mortimer's first novel, Bodley Head, London (1947); Viking, New York (1986); ISBN 0-670-81186-6
- Rumming Park, Bodley Head, London (1948)
- Answer Yes Or No, Bodley Head, London (1950)
- Like Men Betrayed, Collins, London (1953); Viking, New York (1988); ISBN 0-670-81187-4
- The Narrowing Stream, Collins, London (1954); Viking, New York (1989); ISBN 0-670-81930-1
- Three Winters, Collins, London (1956)
- Heaven and Hell (including The Fear of Heaven and The Prince of Darkness) (1976)
- Will Shakespeare (1977)
- Rumpole of the Bailey（ランポール弁護に立つ） (1978); ISBN 0-14-004670-4
- The Trials of Rumpole (1979)
- Rumpole's Return (1980)
- Regina v Rumpole (1981)
- Rumpole for the Defence (1982)
- Clinging to the Wreckage: A Part Of Life (autobiography) Weidenfeld & Nicolson, London (1982); ISBN 0-297-78010-7; Houghton Mifflin, New York (1982); ISBN 0-89919-133-9
- The First Rumpole Omnibus (omnibus) (1983)
- Rumpole and the Golden Thread (1983)
- A Choice of Kings, in Alan Durband, ed., Playbill 3 (Nelson Thornes, 1966), ISBN 978-0091054212
- Edwin and Other Plays (1984)
- In Character (1984); ISBN 0-14-006389-7
- Paradise Postponed (1985); ISBN 0-670-80094-5
- Character Parts (1986); ISBN 0-14-008959-4
- Rumpole for the Prosecution (1986)
- Rumpole's Last Case (1987)
- The Second Rumpole Omnibus (omnibus) (1987)
- Rumpole and the Age of Miracles (1988)
- Glasnost (BBC Radio Four, 1988)
- Summer's Lease (1988); ISBN 0-14-010573-5
- Rumpole and the Age for Retirement (1989)  - 『The Trials of Rumpole』が初出の短編の単行本化 (1979)
- Rumpole a La Carte (1990)
- Titmuss Regained (1990)
- Great Law And Order Stories (1990)
- The Rapstone Chronicles (omnibus; 1991)
- Rumpole On Trial (1992)
- Dunster（告発者） (1992); ISBN 0-670-84060-2
- Thou Shalt Not Kill: Father Brown, Father Dowling And Other Ecclesiastical Sleuths (1992) (G・K・チェスタトン及びラルフ・マキナニー（英語版）との共著)
- The Oxford Book of Villains (1992)
- The Best of Rumpole: A Personal Choice (1993)
- Under the Hammer (1994)
- Murderers and Other Friends: Another Part of Life (autobiography), Viking, London (1994); Viking, NY (1995); ISBN 0-670-84902-2
- Rumpole and the Angel of Death (1995)
- Rumpole and the Younger Generation（ランポールと新人類） (1995)  - 『Rumpole of the Bailey』が初出の短編の単行本化 (1978)
- Felix in the Underworld (1996)
- The Third Rumpole Omnibus (omnibus) (1997)
- The Sound of Trumpets (1998)
- The Mammoth Book of Twentieth-Century Ghost Stories (1998)
- The Summer of a Dormouse: A Year of Growing Old Disgracefully (autobiography), Viking Penguin, London (2000); ISBN 0-670-89106-1; Viking Press, New York (2001); ISBN 0-670-89986-0
- Rumpole Rests His Case (2002)
- Rumpole and the Primrose Path (2002)
- The Brancusi Trial (2003)
- Where There's a Will (autobiography), Viking, London (2003) ISBN 0-670-91365-0; Viking, New York (2005); ISBN 0-670-03409-6
- Rumpole and the Penge Bungalow Murders (2004)
- Quite Honestly (2005); ISBN 0-670-03483-5
- The Scales of Justice (2005)
- Rumpole and the Reign of Terror (2006)
- The Antisocial Behaviour of Horace Rumpole (2007; in United States as Rumpole Misbehaves)
- Rumpole at Christmas (2009)

## 脚本（抜粋）
- 『回転』(追加シーン及び会話部分。1961年)
- 『バニー・レークは行方不明』(1965年)
- 『パリの秘めごと（英語版）』 (ジョルジュ・フェドー『耳に蚤 : 疑いのとりこ（英語版）』を原作とする。1968年)
- 『ジョンとメリー』(1969年)
- 『マーシェンカ（英語版）』(ウラジーミル・ナボコフによる長編小説の翻案・ジョン・ゴールドシュミット監督。1987年)
- 『ムッソリーニとお茶を』 (1999年)